# Bavayia borealis
Bavayia borealis — вид геконоподібних ящірок родини диплодактилідів (Diplodactylidae). Ендемік Нової Каледонії. Описаний у 2022 році.

## Поширення і екологія
Bavayia borealis широко поширені на півночі Нової Каледонії. Голотип був зібраний на острівці Іль-Балабіо в комуні Уегоа. Вони живуть в тропічних лісах, акацієвих зароситх Acacia spirorbis  і мангрових лісах.